# Koko (Bouaké)
Pour les articles homonymes, voir Koko.
Koko est une localité du centre de la Côte d'Ivoire, et appartenant au département de Bouaké, Région de la Vallée du Bandama. La localité de Koko est un chef-lieu de commune.

## Personnalités
- Brahima Ouattara (2002-), footballeur ivoirien, né à Koko.